# Michele Spera
Michele Spera (Potenza, 23 maggio 1937) è un designer italiano.
Dagli anni Sessanta ha lavorato con continuità per un partito politico, il Partito repubblicano di Ugo La Malfa. Progetta corporate identity per l'industria e la grande committenza. Ha pubblicato vari libri sulla grafica. Dal 1982 lavora insieme al figlio Gerardo.
Ha disegnato molti marchi tra cui quelli delle industrie automobilistiche Nuova Innocenti, con la i corsiva che ruotata di 45 gradi a sinistra diviene una N, e Maserati (entrambe nell'epoca della gestione De Tomaso), dell'Istituto della Enciclopedia Treccani settore audiovisivi, del TG2, delle Tribune elettorali e della Tribuna dell'Accesso per la RAI, dell'Aeroporto di Verona Villafranca, dell'Unioncamere, del Mediocredito della Basilicata, ecc. Dal 1980 lavora insieme al figlio Gerardo.

## Biografia
Michele Spera ha studiato architettura a Roma con Del Debbio, Perugini e Longo. Nello stesso periodo vince una borsa di studio per cartellonisti, allievo di Manfredo e Brini. Progetta corporate identity per l'industria e la grande committenza. Scrive Massimo Bucchi su Repubblica nel 1996: “È il rappresentante della grande tradizione di un Sud che ha sempre prodotto, non in contrapposizione con se stesso ma semplicemente con i suoi stereotipi, un pensiero lucido e astratto sempre anticipatore della realtà storica e sociale I suoi manifesti sono ancora l'esempio di uno stile che ha trovato epigoni, ma ben pochi successori. I suoi lavori sono già visione del mondo, in una sorta di finalissimo visionario in cui l'estetica diventa impegno civile.”
Dal 1962 al 1995 è art director del Partito Repubblicano chiamato da Ugo La Malfa a inventarne l'immagine che diventa un “caso” definito da Giovanni Anceschi “paradigmatico”. Sarà poi uno stretto collaboratore di Giovanni Spadolini  e di Bruno Visentini. Nel 1969 è membro della Commissione Beni Culturali del PRI.
Nel 1967 è tra i promotori dell'associazione grafici e fotografi pubblicitari romani. Collabora a La botte e il violino diretta da Leonardo Sinisgalli, fonda con Mario Lunetta, Renzo Vespignani, Corrado Cagli, Lamberto Pignotti, Elio Mercuri, e altri amici la rivista Iconografia.
Dal 1969 al 1972 è docente di packaging all'ISIA di Roma. Nel 1970 è docente di tecnologia grafica all'Istituto statale d'arte di Pomezia.
Dal 1974 al 1995 è art director all'Istituto della Enciclopedia Italiana Treccani per il settore Audiovisivi e didattica multimediale e coordina le nuove enciclopedie e i prodotti multimediali.
Nel 1974 collabora al settimanale “L'Espresso”, diretto da Livio Zanetti. Nel Dal 1976 al 1978 ha la cattedra di Immagine coordinata all'Isia di Urbino insieme a Bob Noorda, Giancarlo Iliprandi, Michele Provinciali e Pino Tovaglia. Nel medesimo periodo disegna il marchio della Nuova Innocenti (1976). Nel 1982 compie a Milano un'esperienza all'Olivetti di Carlo De Benedetti, invitato da Renzo Zorzi ad assumerne l'art direction. Dal 1980 al 1993 è consulente dell'Unioncamere e di varie Camere di Commercio nell'ambito del sistema camerale italiano.
Dal 1988 al 1992 è consulente per l'immagine del Gruppo Banca Mediterranea. Nel 1990 è membro del Comitato tecnico-scientifico del Centro di Disegno Industriale di Montevideo, nominato dal Ministero degli Affari Esteri. Nel 1990 è invitato dalla North Carolina State University a tenere corsi di design nell'anno accademico, dall'Istituto di cultura di Rio De Janeiro e di San Paolo, dalla facoltà di Architettura di Roma. Dal 1993 al 1996 è consulente delle Edizioni Socrates che edita libri di Wim Wenders, Philip Glass, Julian Beck, Key Jarret, John Cage e dello stesso Michele Spera.
Dal 1994 al 1997 è consulente del CTP, Comitato Territoriale Paritetico per la sicurezza sul lavoro. Nel 1996 insegna a Roma al Centrostudi Comunicazione Enrico Cogno & Associati e dirige al Ciofs un corso di formazione della CEE per grafici editoriali. Nel 1997 è membro del comitato scientifico degli incontri interdisciplinari sul design italiano organizzato da Forum e In/Arch. Dal 1997 è docente al quarto anno del Corso di laurea in Disegno industriale per la comunicazione visiva all'Università di Roma “La Sapienza”, Prima Facoltà di Architettura. Nel 2002 è membro del Comitato tecnico-scientifico dell'Istituto Europeo di Design a Roma. Dal 2003 collabora con la S3 Studium diretta da Domenico De Masi. Lavori di Michele Spera sono in  Musei italiani e al Centro Studi e Archivio della Comunicazione (CSAC) dell'Università di Parma.

## Pubblicazioni
- Grafica e politica, Teatro Sannazzaro, con un saggio di Roberto Mango, Studio Arti Visive, Napoli 1973
- Grafica e comunicazione, Palazzo Comunale di Siena, con un saggio di Elio Mercuri, prefazione di Enzo Carli, Comune di Siena 1974.
- Dodici marchi, con un saggio di Gillo Dorfles, Edizioni Saged, Roma 1976.
- Segno grafico, Perugia, Foligno, Terni, Narni, con un saggio di Licisco Magagnato, Studio Arti Visive, Roma 1977.
- Spiragli, con un saggio di Alberto Bevilacqua, Editrice Ter, Roma 1981.
- L'immagine del verde, con un saggio di Carlo Ludovico Ragghianti, prefazione di Giovanni Spadolini, Studio Artivisive, Roma 1983.
- Bianco, rosso, il verde, alla ricerca degli italiani, con un saggio di Licisco Magagnato, prefazione di Mauro Dutto, Studio Artivisive, Roma 1984.
- Una politica, un'immagine; materiali grafici di Michele Spera per il Partito repubblicano, con un saggio di Giulio Carlo Argan, introduzione di Giovanni Spadolini, Editrice La Ragione, Roma 1987. Pgg 280.
- 194 storie di un segno, con un saggio di Domenico De Masi, Edizioni Socrates, Roma 1996. Pgg 500.
- La progettazione grafica tra creatività e scienza. Le lezioni di Michele Spera alla Prima Facoltà di Architettura, Università di Roma “La Sapienza”, con un saggio di Tonino Paris, Gangemi Editore, 2001. P.gg 400.
- La vita è segno, a cura di Cesare de Seta, Electa Napoli, 2004. Pgg 192.
- Abecedario del grafico, con un saggio di Tonino Paris, Gangemi Editore, 2005. Pgg 600.
- L'immagine del Partito Repubblicano, una rilettura, 1962/2008, con un saggio di Francesco Nucara, Gangemi Editore, 2008. Pgg 448.
- I luoghi del perduto, (con Alessandro Cecchi Paone), Firenze, Edizioni della FNP Cisl, 2014
- Emigranti di poppa, emigranti di prua (con Raffaella Spera), con un saggio di Domenico De Masi, Gangemi Editore, 2016. Pgg 144
- Graphic design between creativity and science, Gangemi Editore, 2018. Pgg 606
- Lo studio Spera&Spera, La vita è segno, Gangemi Editore, 2021. Pagg 336

## Articoli
- Il liberty dei poveri, La botte e il violino, con Leonardo Sinisgalli, Mim, giugno 1964.
- Le case di Atella, La botte e il violino, con Leonardo Sinisgalli, Mim, gennaio 1966.
- Quelle vignette graffianti di Maccari, La Voce repubblicana, 1966;
- I diciotto anni de “Il Mondo”, Edizioni della Voce, 1966.
- Packaging, Rassegna della istruzione artistica, luglio-dicembre 1972.
- Sottili strisce di carta piegate, Territorio, 1972.
- Il Manifesto è storia, Skema, gennaio 1973.
- Flusso ininterrotto di un marchio, Iconografia, febbraio 1975.
- Dal progetto politico il codice di trasmissione, La Voce repubblicana, 25 novembre 1976.
- Una presentazione, nel catalogo della mostra al Museo del Falcone, Genova 1979.
- L'immagine e la grafia, La Voce Repubblicana, 22 maggio 1981.
- Paul Rand, gioiosa e consapevole razionalità, Il Manifesto, 7 agosto 1999
- Parliamo di scuola, Aiap, Associazione italiana grafici, ottobre 2001
- L'Auditorium Oscar Niemeyer, Fondazione Ravello, 2010